# Neuropterida

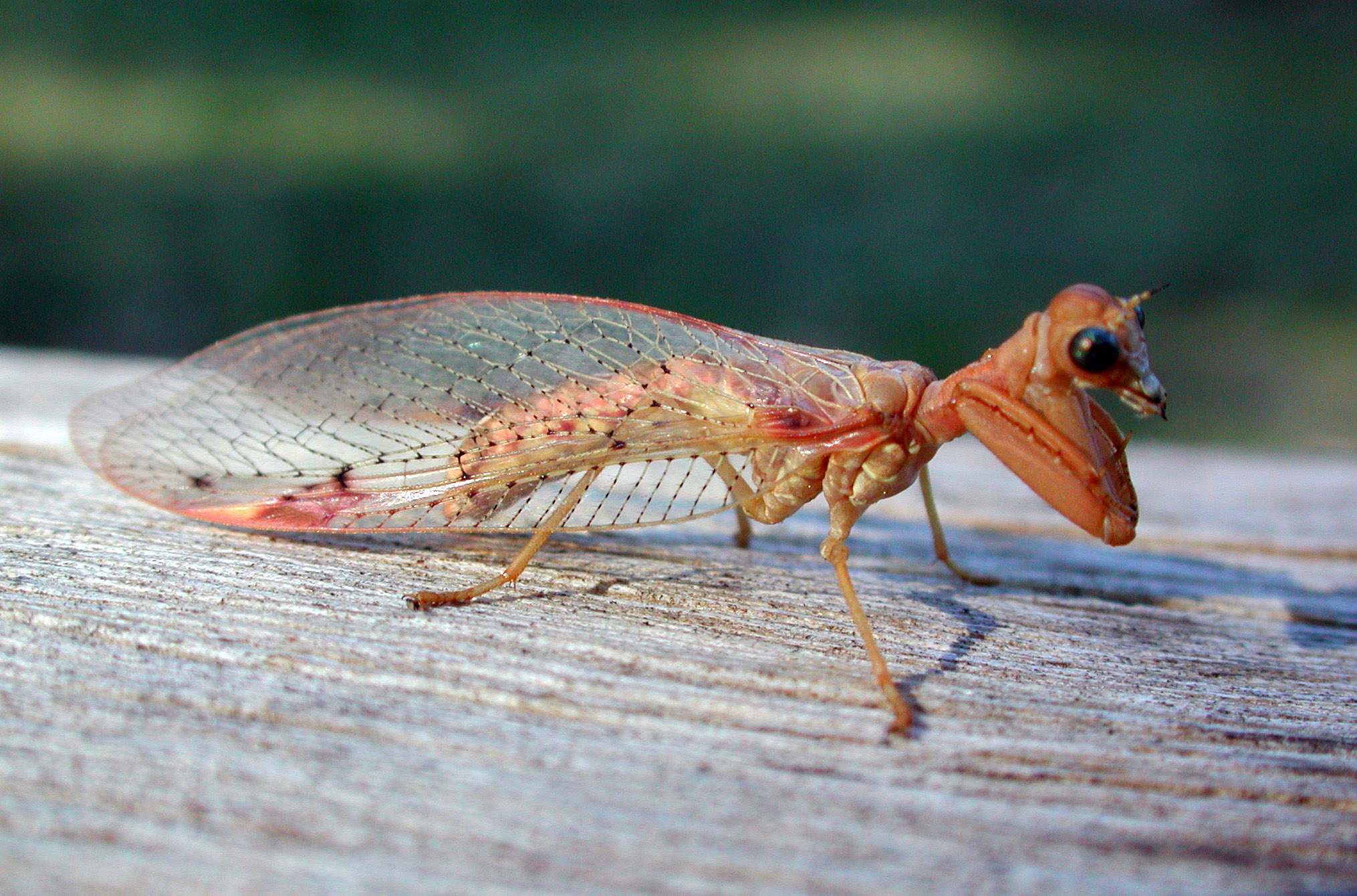
Ditaxis biseriata

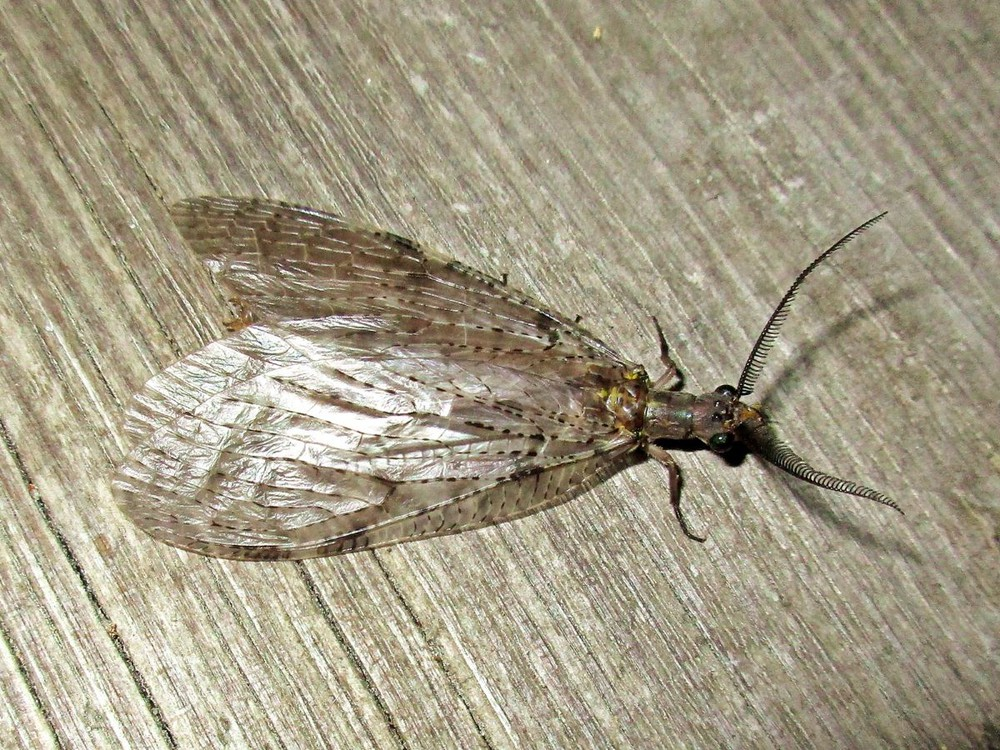
Chauliodes pectinicornis

Neuropterida – klad owadów holometabolicznych obejmujący 
sieciarki (Neuroptera s. str.), wielbłądki (Raphidioptera) i wielkoskrzydłe (Megaloptera). W języku polskim określany jest nazwą owady siatkoskrzydłe. W tradycyjnej systematyce organizmów klasyfikowany w randze nadrzędu. Neuropterida są uważane za żywe skamieniałości. 
Do Neuropterida zaliczono około 6500 współcześnie żyjących gatunków owadów charakteryzujących się wyraźnym użyłkowaniem skrzydeł. Większość prowadzi lądowy tryb życia. Larwy niektórych Neuropterida wtórnie przystosowały się do życia w wodzie.

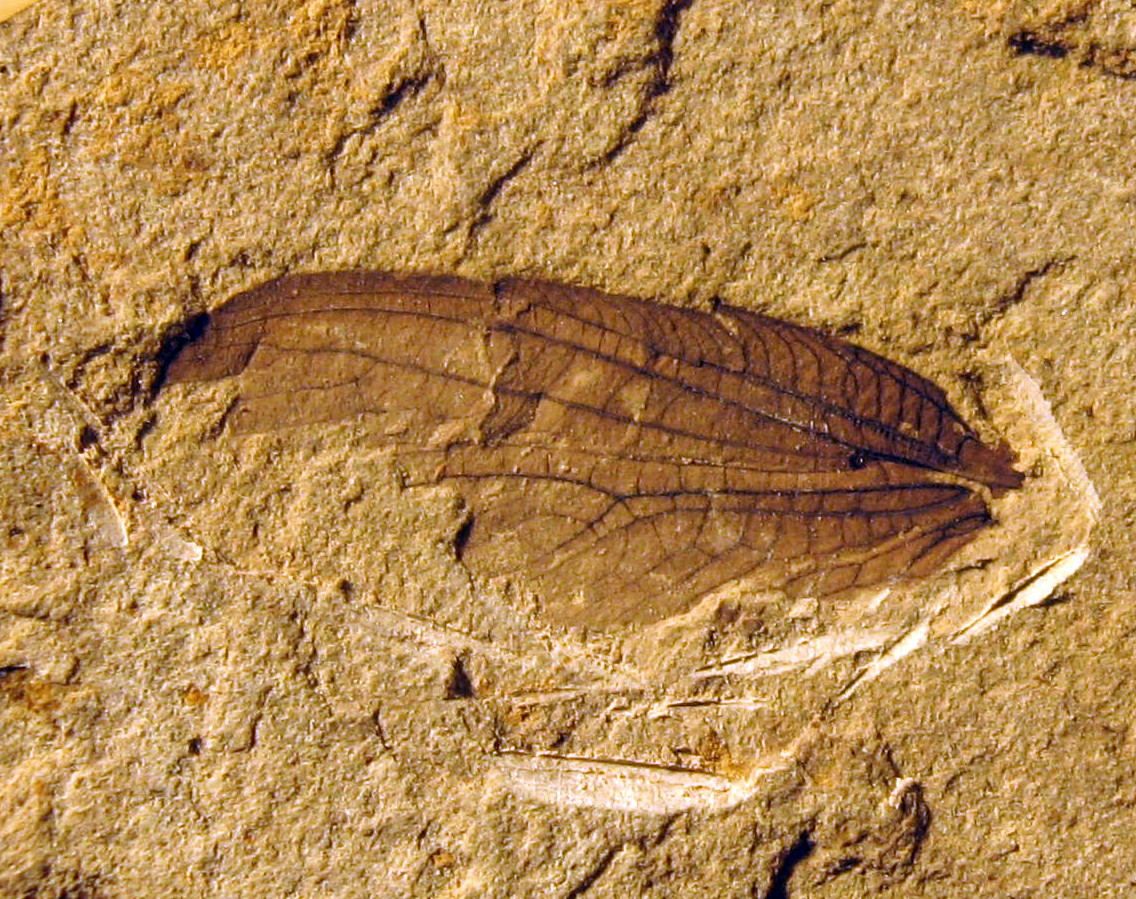
Odcisk skrzydła †Allorapisma chuorum

Najbliżej spokrewnionym, siostrzanym taksonem siatkoskrzydłych są chrząszcze (Coleoptera). Siatkoskrzydłe i chrząszcze tworzą reliktową linię rozwojową owadów, której ewolucyjna historia sięga wczesnego permu. Największa różnorodność gatunków znanych z zapisów kopalnych pochodzi z mezozoiku. Wiele dobrze zachowanych okazów siatkoskrzydłych w postaci inkluzji w bursztynie odkryto w rejonie Morza Bałtyckiego. Opisano co najmniej 33 gatunki utrwalone w bursztynie bałtyckim. 
Współczesne Neuropterida nie są tak silnie zróżnicowaną grupą jak chrząszcze. Najliczniejsze w gatunki są sieciarki (około 6000 gatunków). Wielbłądki i wielkoskrzydłe liczą odpowiednio około 210 i 300 gatunków. Wiele z nich to gatunki zanikające. 
Obydwie grupy (siatkoskrzydłe i chrząszcze) są taksonem siostrzanym dla Mecopterida i Hymenoptera (błonkówki), z którymi wchodzą w skład kladu Holometabola.
|  | Neuropterida            |
|  |                         |
|  | Coleoptera (chrząszcze) |
|  |                         |

|  | Hymenoptera (błonkówki)                                    |
|  |                                                            |
|  | Mecopterida (chruściki, motyle, wojsiłki, muchówki, pchły) |
|  |                                                            |

|  | Neuropterida            |
|  |                         |
|  | Coleoptera (chrząszcze) |
|  |                         |

|  | Hymenoptera (błonkówki)                                    |
|  |                                                            |
|  | Mecopterida (chruściki, motyle, wojsiłki, muchówki, pchły) |
|  |                                                            |

## Rzędy
- sieciarki (Neuroptera s. str.),
- wielbłądki (Raphidioptera),
- wielkoskrzydłe (Megaloptera).